# Neal Pionk
Neal Pionk (* 29. Juli 1995 in Hermantown, Minnesota) ist ein US-amerikanischer Eishockeyspieler, der seit Juni 2019 bei den Winnipeg Jets aus der National Hockey League unter Vertrag steht und dort auf der Position des Verteidigers spielt.

## Karriere
Neal Pionk lief in seiner Jugend für das Eishockeyteam der Hermantown High in einer regionalen High-School-Liga auf. Während der Saison 2012/13 wechselte der Verteidiger zu den Sioux City Musketeers in die United States Hockey League (USHL), die höchste Juniorenliga der Vereinigten Staaten. In Sioux City steigerte er seine persönliche Statistik zur Spielzeit 2014/15 deutlich, so führte er die Abwehrspieler der Liga in Scorerpunkten (48) an und wurde daher als Verteidiger des Jahres ausgezeichnet sowie ins USHL First All-Star Team gewählt. Anschließend schrieb sich Pionk an der University of Minnesota Duluth ein und lief fortan für deren Bulldogs in der National Collegiate Hockey Conference (NCHC) auf, einer Liga im Spielbetrieb der National Collegiate Athletic Association (NCAA). Auch in Duluth etablierte er sich als offensiv ausgerichteter Verteidiger und gewann mit den Bulldogs am Ende der Saison 2016/17 die Meisterschaft der NCHC, während er persönlich ins NCHC Second All-Star Team berufen wurde.
Ohne zuvor in einem NHL Entry Draft berücksichtigt worden zu sein, unterzeichnete er im Mai 2017 einen Einstiegsvertrag bei den New York Rangers aus der National Hockey League (NHL). Die Rangers setzten ihn vorerst bei ihrem Farmteam, dem Hartford Wolf Pack, in der American Hockey League (AHL) ein, bevor er im Februar 2018 sein NHL-Debüt gab und bis zum Saisonende in 28 Spielen für New York auf dem Eis stand. Mit Beginn der Spielzeit 2018/19 etablierte er sich im Aufgebot der Rangers, wurde jedoch nach der Spielzeit gemeinsam mit einem Erstrunden-Wahlrecht im NHL Entry Draft 2019 zu den Winnipeg Jets transferiert. Im Gegenzug wechselte Jacob Trouba nach New York. Bei den Jets unterzeichnete Pionk im Juli 2019 einen neuen Zweijahresvertrag, der ihm ein durchschnittliches Jahresgehalt von drei Millionen US-Dollar einbringen soll. In seiner ersten Saison Winnipeg steigerte er seine persönliche Statistik deutlich, so wurde er mit 45 Scorerpunkten zum offensivstärksten Abwehrspieler seines Teams. In der Folge einigte er sich mit den Jets im August 2021 auf einen neuen Vierjahresvertrag mit einem Gesamtvolumen von 23,5 Millionen US-Dollar. Dieser wiederum wurde im April 2025 um weitere sechs Jahre verlängert, wobei er ab der Saison 2025/26 ein durchschnittliches Jahresgehalt von sieben Millionen US-Dollar erhalten soll.

### International
Auf internationaler Ebene debütierte Pionk für die Nationalmannschaft der USA im Rahmen der Weltmeisterschaft 2018 und gewann dort mit dem Team die Bronzemedaille.

## Erfolge und Auszeichnungen
- 2015 USHL First All-Star Team
- 2015 USHL-Verteidiger des Jahres
- 2017 NCHC-Meisterschaft mit der University of Minnesota Duluth
- 2017 NCHC Second All-Star Team

### International
- 2018 Bronzemedaille bei der Weltmeisterschaft

## Karrierestatistik
Stand: Ende der Saison 2024/25

### International
Vertrat die USA bei:
- Weltmeisterschaft 2018

(Legende zur Spielerstatistik: Sp oder GP = absolvierte Spiele; T oder G = erzielte Tore; V oder A = erzielte Assists; Pkt oder Pts = erzielte Scorerpunkte; SM oder PIM = erhaltene Strafminuten; +/− = Plus/Minus-Bilanz; PP = erzielte Überzahltore; SH = erzielte Unterzahltore; GW = erzielte Siegtore; 1 Play-downs/Relegation; Kursiv: Statistik nicht vollständig)